# Dictis
Genre
Synonymes
- Soeuria Saaristo, 1997

Dictis est un genre d'araignées aranéomorphes de la famille des Scytodidae.

## Distribution
Les espèces de ce genre se rencontrent en Asie, au Caucase, en Océanie et aux Seychelles. Dictis striatipes a été introduite en Amérique du Nord.

## Liste des espèces
Selon World Spider Catalog (version 25.5, 21/12/2024) :
- Dictis edwardsi (Barrion, Barrion-Dupo & Heong, 2013)
- Dictis elongata Dankittipakul & Singtripop, 2010
- Dictis oranhutan Fomichev & Omelko, 2023
- Dictis soeur (Saaristo, 1997)
- Dictis strandi (Spassky, 1941)
- Dictis striatipes L. Koch, 1872
- Dictis thailandica Dankittipakul & Singtripop, 2010
- Dictis uncata Wu, M. Y. Zhang, M. M. Zhang & Yang, 2023

## Systématique et taxinomie
Ce genre a été décrit par L. Koch en 1872 dans les Scytodidae. Il est placé en synonymie avec Scytodes par Simon en 1893. Il est relevé de synonymie par Saaristo en 1997.
Soeuria a été placé en synonymie par Zamani, Stockmann, Magalhaes et Rheims en 2022.

## Publication originale
- L. Koch, 1872 : Die Arachniden Australiens, nach der Natur beschrieben und abgebildet. Nürnberg, vol. 1, p. 105-368 (texte intégral).